# My Name Is Emily
Pour plus de détails, voir Fiche technique et Distribution.
My Name is Emily est un drame irlandais réalisé par Simon Fitzmaurice, sorti en 2015.

## Synopsis
Après le décès de sa mère et l’internement de son père, Emily (Evanna Lynch) est placée dans une famille d'accueil. Tous les ans, elle reçoit pour son anniversaire une carte de son père. Mais, l'année de ses 16 ans, Emily ne voit rien venir. Elle décide alors de partir à sa recherche pour comprendre ce qui a pu se passer.

## Fiche technique
- Titre original : My Name is Emily
- Réalisation : Simon Fitzmaurice
- Scénario : Simon Fitzmaurice
- Direction artistique : Til Frohlich, Lesley Oakley
- Chef décorateur : John Hand
- Maquillage : Sharon Doyle
- Photographie : Sean Corcoran
- Montage : Emer Reynolds
- Musique : Stephen McKeon
- Producteurs : Kathryn Kennedy et Lesley McKimm
- Sociétés de production : Monument Releasing, Newgrange Pictures, Kennedy Films, BAI et Irish Film Board
- Sociétés de distribution : Orion Pictures / Monument Releasing
- Pays d’origine :  Irlande
- Année : 2015
- Langue originale : anglais
- Format : couleur - 1.85:1
- Genre : drame
- Durée : 94 minutes
- Dates de sortie :  
  -  Irlande :  
    - 7 juillet 2015 (En avant-première durant le Galway Film Fleadh)
    - 8 avril 2016 (sortie nationale)

  -  États-Unis : 17 février 2017
  -  France : 30 mars 2017

## Distribution
- Evanna Lynch : Emily
- Michael Smiley : Robert, le père d'Emily
- George Webster (en) : Arden
- Deirdre Mullins : la mère d'Emily
- Declan Conlon : le père d'Arden
- Ali White : la mère d'Arden
- Sarah Minto : Emily enfant
- Martin McCann : le maître nageur
- Barry McGovern : Dr. Golding
- Stella McCusker : la grand-mère

## Production

### Développement et scénario
Simon Fitzmaurice a commencé a écrire le script du film peu de temps après la première de son court métrage The Sound of People, pendant le festival de Sundance 2008, et avant qu'il ne reçoive son diagnostic de la maladie des motoneurones. Après avoir été complètement paralysé par la maladie et avoir appris qu'il ne lui restait plus que quatre ans à vivre par ses médecins, il termine le scénario de My Name is Emily en utilisant un ordinateur de Tobii Technology (en) qui traduit le mouvement de ses yeux en mots.
Le 8 novembre 2013, afin d'accroître les moyens financiers du film, les producteurs mettent en place une campagne de financement participatif de trente jours sur Indiegogo. La campagne gagne rapidement le soutien de célébrités irlandaises et britanniques telles que Colin Farrell, Alan Rickman, Sam Neill, Jim Sheridan ou Kirsten Sheridan,.

### Distribution des rôles
Le 16 septembre 2014, il a été annoncé qu'Evanna Lynch serait à la tête du film aux côtés de Michael Smiley et de George Webster dans les rôles respectifs du père d'Emily et d'Arden.
Evanna Lynch a déclaré plus tard dans une interview certaines des similitudes frappantes entre Emily et Luna Lovegood dans les films Harry Potter : 
« Selon moi, il y a beaucoup de similitudes, surtout celui concerne la vie de famille [d'Emily et Luna]. Le fait que le père a toutes ces idées folles est très similaire à Xenophilius [Le père de Luna]. Ce qui m'attire à tous les personnages, c'est juste l'authenticité et cette audace d'expression de soi. Luna le fait sans effort car elle est qui elle est et elle n'a aucun problème avec cela et elle n'essaie jamais de se changer. Et je pense qu'Emily est de la même manière, avec un peu plus de défi. Je pense qu'Emily est beaucoup plus en colère contre le monde et voit tant dans le faux et la prétention contre les adolescents, et je pense qu'elle se rebelle contre cela en étant si authentique et si fidèle à elle-même. J'admire les femmes comme ça parce qu'en grandissant, je me sentais différente et bizarre et je sentais qu'il n'y avais pas vraiment de place pour moi. Mais je me sentais toujours mal à l'aise comme ça, et ces femmes [Emily et Luna] me donnent la confiance nécessaire pour m'intégrer dans cet espace inconfortable. ».

### Tournage
Le tournage principal a commencé le 17 septembre 2014 à Bray dans le comté de Wicklow et à Dublin, et a duré cinq semaines. En raison de son équipement informatique sensible à la lumière directe du soleil, Simon Fitzmaurice a nécessité des aménagements spéciaux, comme être abrité par des tentes obscurcies, afin de pouvoir communiquer, via son ordinateur, avec ses acteurs et son équipe. 